# Catharina Bauer
Pour les articles homonymes, voir Bauer.
Catharina Bauer, aussi nommée Catherine Bauer par certaines sources, née en 1785 à Wurtzbourg et morte en 1808 dans la même ville, est une compositrice allemande.

## Biographie
Catharina Bauer étudie avec Johann Franz Xaver Sterkel.

## Œuvres
Elle a publié douze Variations op. 1 pour le clavecin, 1798, op. 2, douze Variations sur « Lieschen nur wolte » ; op. 3, douze Variations...